# Crișan
Crișan è un comune della Romania di 1 321 abitanti, ubicato nel distretto di Tulcea, nella regione storica della Dobrugia. 
Il comune è formato dall'unione di 3 villaggi: Caraorman, Crișan, Mila 23.